# Пилоу (Пенсилванија)
Пилоу (енгл. Pillow) град је у америчкој савезној држави Пенсилванија.

## Демографија
По попису из 2010. године број становника је 298, што је 6 (-2,0%) становника мање него 2000. године.
| Група             | 2000.       | 2010.       |
| Белци             | 303 (99,7%) | 279 (93,6%) |
| Афроамериканци    | 0 (0,0%)    | 0 (0,0%)    |
| Азијати           | 0 (0,0%)    | 0 (0,0%)    |
| Хиспаноамериканци | 0 (0,0%)    | 15 (5,0%)   |
| Укупно            | 304         | 298         |